# Konstantin von Hößlin

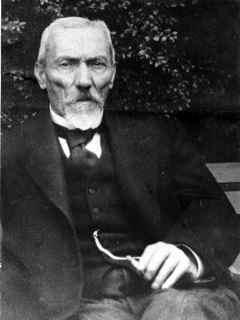
Konstantin von Hößlin

Konstantin Alexander Balthasar von Hößlin (griechisch Κωνσταντίνος Έσσλιν, * 22. Januar 1844 in Athen; † 17. Januar 1920 ebenda) war Präsident der griechischen Abgeordnetenkammer in Athen. Er war eine der bedeutendsten Persönlichkeiten des politischen Lebens und der Entwicklung des damals jungen griechischen Staates.

## Leben
Konstantin war der Sohn des Bankiers Julius von Hößlin, der während der Regierungszeit von König Otto I. von Bayern nach Griechenland auswanderte.
Er selbst erzählt aus seiner Jugend: „Bei Tisch wurde nur italienisch gesprochen, da mein Onkel, ebenso wie mein Vater, kein griechisch sprachen und meine Mutter außer Griechisch nur Italienisch verstand.“
„Meine Mutter mochte etwa 20 Jahre älter als mein Bruder gewesen sein, eine sehr hübsche Dame von schlanker, elastischer und anmutiger Gestalt. Sie trug die Tracht von Smyrna.“
„Im Büro verkehrten allerhand, zuweilen höchste Herrschaften, die inkognito reisten. Unser Haus war damals wohl die einzige Bank oder das einzige Bankhaus von Ruf in Athen.“
„Die Einwohnerzahl von Athen mochte damals zwischen 30 und 40 Tausend betragen.“ 
„Alle drei Kinder waren griechisch-katholisch getauft worden, aber alle unsere religiösen Eindrücke hatten wir von Onkel Wilhelm. Ich kann mich nicht erinnern, ob ich zuweilen von meiner Mutter in die griechische Kirche mitgenommen wurde.“
An einen Besuch in Augsburg erinnert sich von Hößlin, sowohl an Schloss Luisenruh, an den Konfirmandenunterricht in St. Anna und an das große uralte Eckhaus Maximilian-Karolinenstraße, das älteste Hößlin-Haus in Augsburg (1944 zerstört).
Von Hößlin studierte Jura in Zürich. Er schrieb von der Flucht König Otto I. von Bayern und führt den Misserfolg des griechischen Abenteuers auf die Kinderlosigkeit des Königspaares und damit die ungeklärte Nachfolgefrage zurück, betont aber ausdrücklich die Beliebtheit der beiden im Volk und die mangelnde Unterstützung durch England.
1861 promovierte er in Genf und begann dann ein Studium der Staatswissenschaften in Brüssel. Seine Hochzeit 1866 war stark überschattet durch den Tod seines gefallenen Bruders Ferdinand von Hößlin. 1868 fand er eine Anstellung als Richter in Tripolis, später in Pyrgos, 1897 wurde er Präfekt in Lamia.
Er nahm am Befreiungskampf von Lamia nach türkischem Überfall teil und erhielt eine Dankadresse der Armee für sein tatkräftiges Eintreten für die griechische Sache, es erfolgte die Benennung einer Straße in Lamia nach Konstantin und Angebot eines Sitzes im Ministerium durch den König.
Von Hößlin forderte die Einberufung der Nationalversammlung zur Reform der Verfassung. Es kam zur Ausrufung einer Wahl zur Verfassunggebenden Versammlung. Konstantin wurde zum Präsidenten der verfassunggebenden Versammlung gewählt.
Als Präsident der griechischen Abgeordnetenkammer hatte er an zweiter Stelle hinter dem König gestanden. Von diesem hatte er als einziger die Erlaubnis erhalten, während der Sitzungen zu rauchen (er war ein starker Raucher) – als Anerkennung für Lamia.
Die Lebensbeschreibung von Hößlins (bis ungefähr zu seinem 25. Jahr) zeigt einige interessante Details, etwa als sein Vater anlässlich eines Picknicks unter die Räuber fiel, oder er selbst des Öfteren während der Unruhen seinen Mut beweisen musste, oder wie er bei seiner ersten Stellung als Staatsanwalt ein Gericht platzen ließ, als ein Richter nach Beeinflussung der Zeugen Unrecht sprechen wollte und er Konstantin auf seiner Rückkehr hoch zu Esel seinem Nachfolger begegnete und ihn gleich mit zurücknahm, oder als er in Saloniki den Kommandeur der Palastwache des Sultans zum Duell forderte.
Den Lebensbericht hat er im Gefängnis geschrieben, in das Eleftherios Venizelos, sein Widersacher und Freund der Entente, ihn, den bisherigen Präsidenten der Abgeordnetenkammer, hatte werfen lassen; dort ließ er ihn halb verhungern. Schwer krank wurde er von seiner Tochter Polyxena (1872–1960) (Ehefrau des deutschen Schriftstellers Ernst Hardt) nach Athen ins Krankenhaus gebracht, wo er kurz darauf an Angina Pectoris starb.
Aristides von Hößlin (* 1904) schrieb 1986 über von Hößlin: „Seine politischen Gegner haben ihn nach dem Sturz des Königs Konstantin I. (Griechenland) nach Korsika verbannt. Er kam aber zurück um seinen Kampf für die Wiederkehr des Königs fortzusetzen. Dafür haben ihn seine Gegner ins Gefängnis gesperrt, wo er am 17. Januar 1920 starb. Kurz nach seinem Tod hat sich sein Traum erfüllt, der König kam zurück, aber er konnte es leider nicht mehr miterleben. Sein Kampf wurde anerkannt und so trägt auch eine Straße in Athen seinen Namen.“